# タニミツバ
タニミツバ（谷三葉、学名: Sium serra）は、セリ科ムカゴニンジン属の多年草。山地の谷間の湿った木陰にややまれに生育する。

## 特徴
根は数個が束状にでて、多少肥厚する。茎は細長く、直立し、上部で分枝して、高さは60-80cmになる。茎は中空で植物体全体に毛はない。葉は互生し、茎の下部の葉は3-5個からなる奇数羽状複葉となり、葉質は薄く、小葉は卵形から卵状楕円形で、長さ3-10cm、幅1-4cm、先は尾状鋭突頭になり、基部は広いくさび形、円形、まれに浅い心形、縁に細かい鋸歯があり、小葉柄はない。茎の上部の葉は小型になり、小葉は狭披針形から線形になる。葉腋に珠芽はできない。
花期は7-8月。複散形花序はまばらな3-5個の小花序からなり、まばらに小さい白色の花をつける。花は径2mmほどで、花弁は5個で先端は内側に曲がる。複散形花序の花柄は2-4個、長さ1-2cmで細く、総苞片はないかあっても1-2個で糸状、小花序の小花柄は5-10個、長さ7-10mmでごく細く、小総苞片は数個あり糸状になる。雄蕊は5個あり、花柱は2個ある。果実は長さ約2mmの広卵形になり、2個の分果からなり、分果に糸状で低い隆条がある。油管は約15個ある。

## 分布と生育環境
日本固有種で、本州の中部地方・関東地方・東北地方の太平洋側と北海道に分布し、山地の谷間の木陰の水辺にややまれに生育する。

## 名前の由来
和名タニミツバは、「谷三葉」の意で、生育環境が山地の谷間であることを表す。
種小名（種形容語）serra は、「鋸歯」の意味。

## ギャラリー

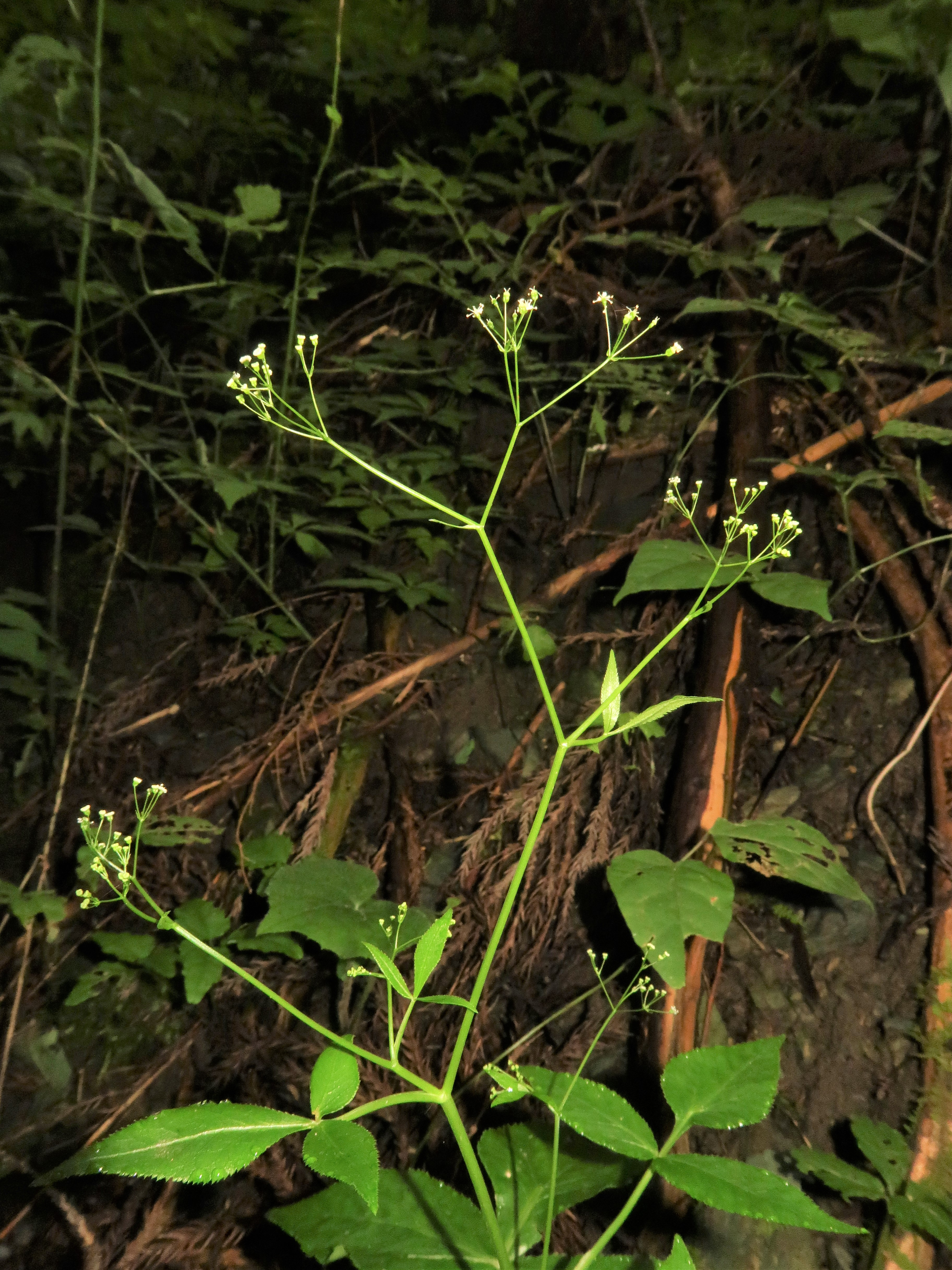
複散形花序はまばらな3-5個の小花序からなり、まばらに小さい白色の花をつける。
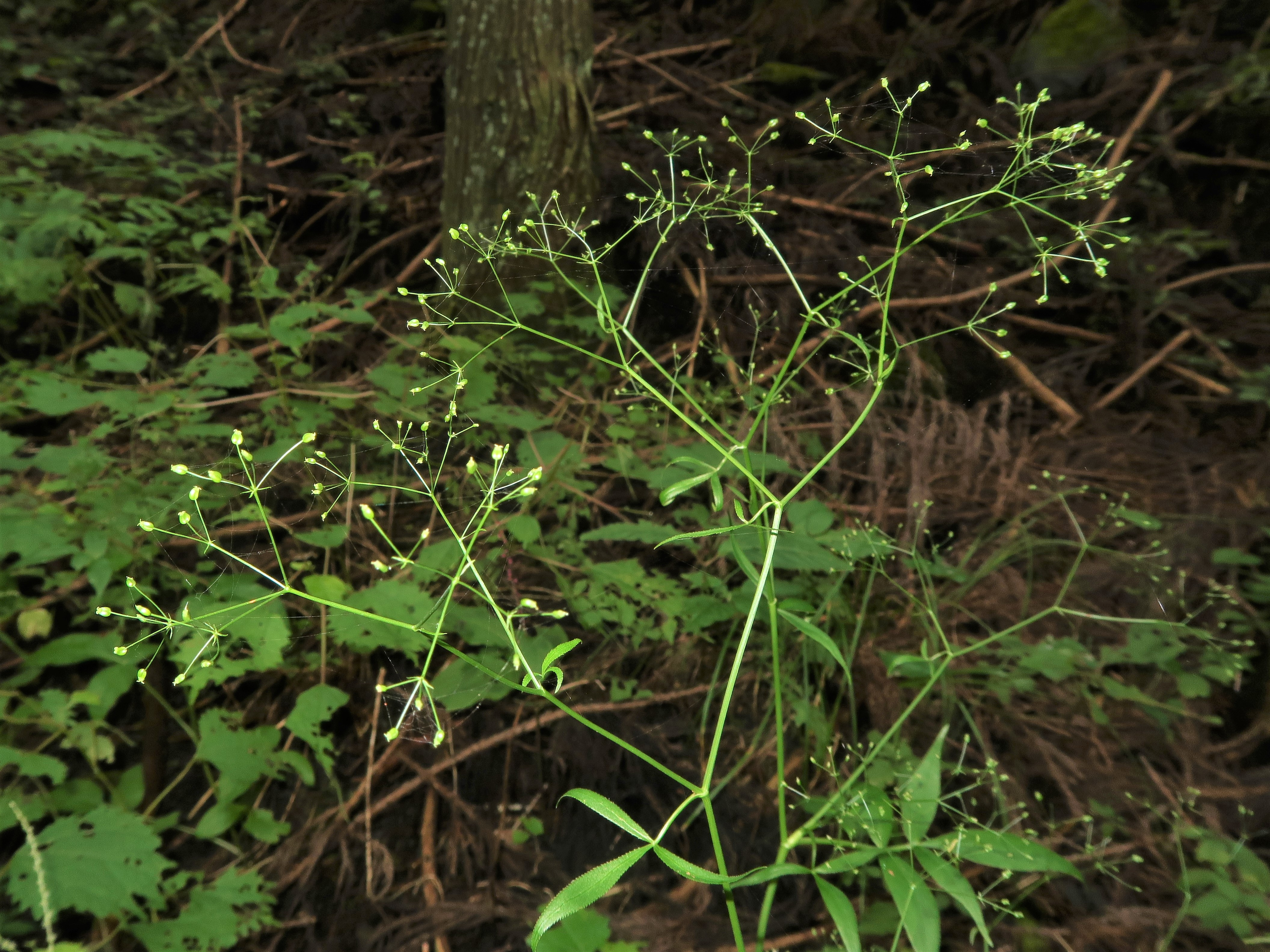
若い果実。複散形花序の花柄は2-4個で細く、総苞片はないかあっても1-2個で糸状、小花序の小花柄は5-10個でごく細く、小総苞片は数個あり糸状になる。
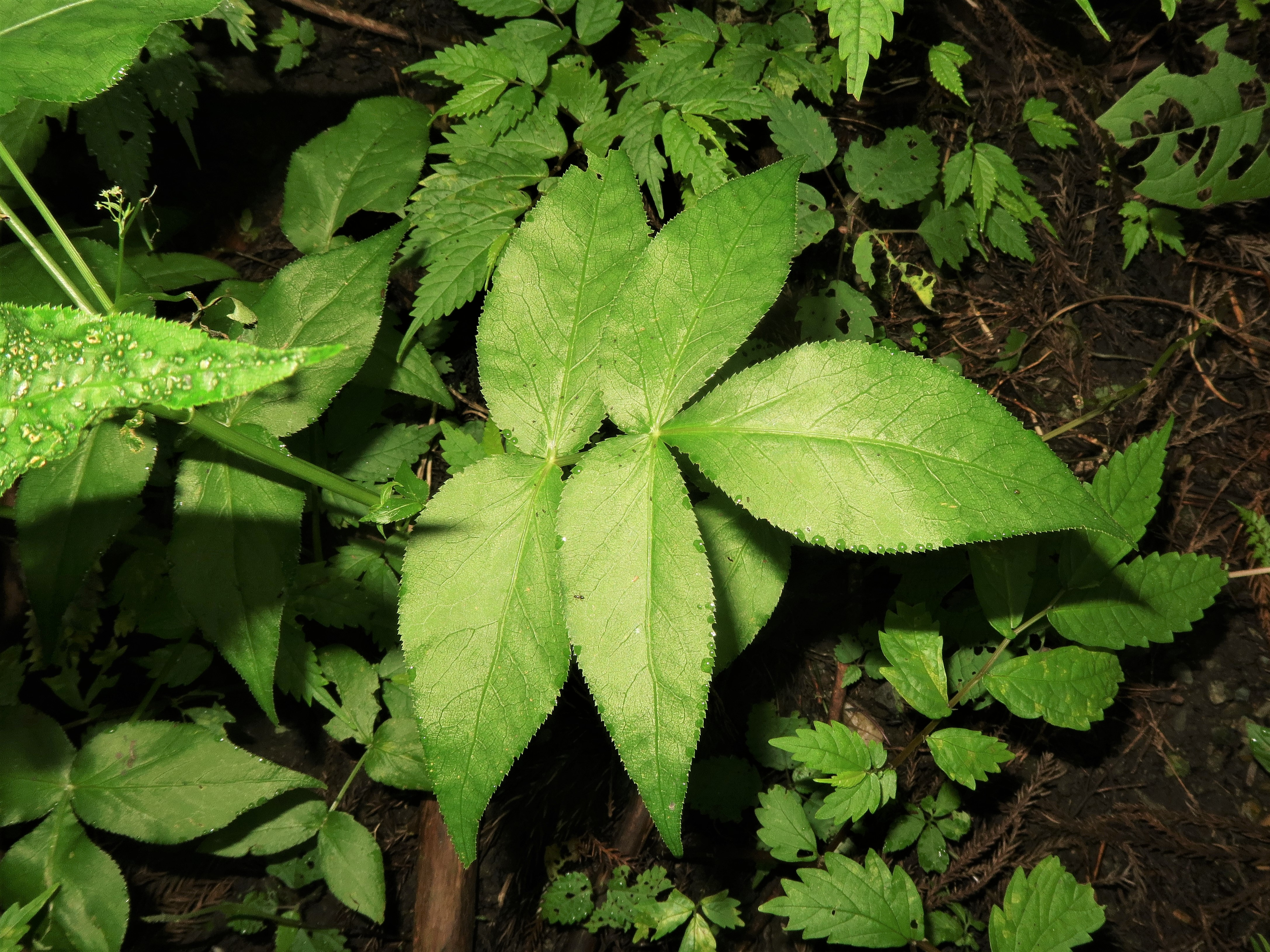
茎の下部の葉は3-5個からなる奇数羽状複葉となり、小葉は卵形から卵状楕円形で、先は尾状鋭突頭になり、基部は広いくさび形、縁に細かい鋸歯があり、小葉柄はない。
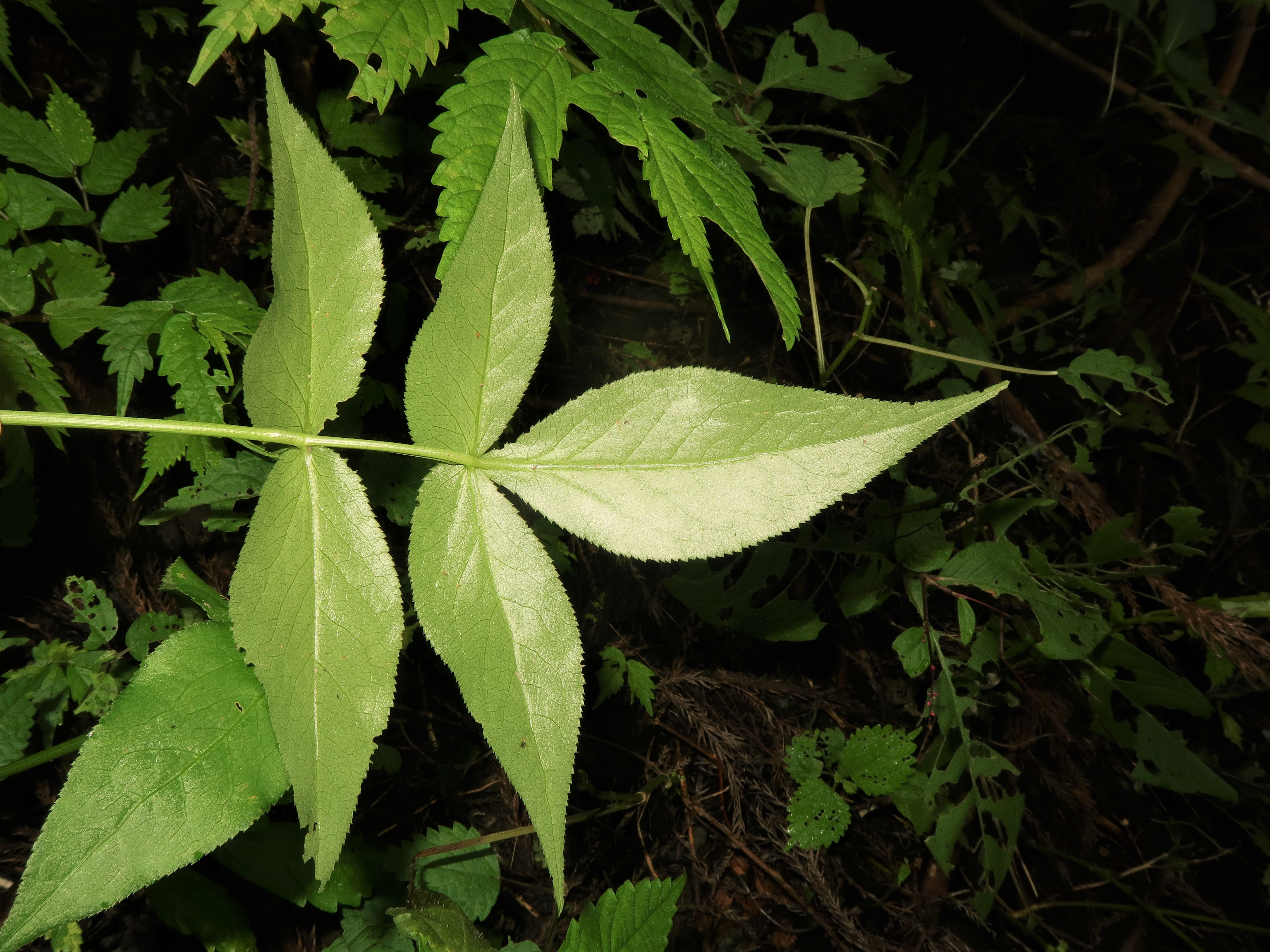
葉の裏面。
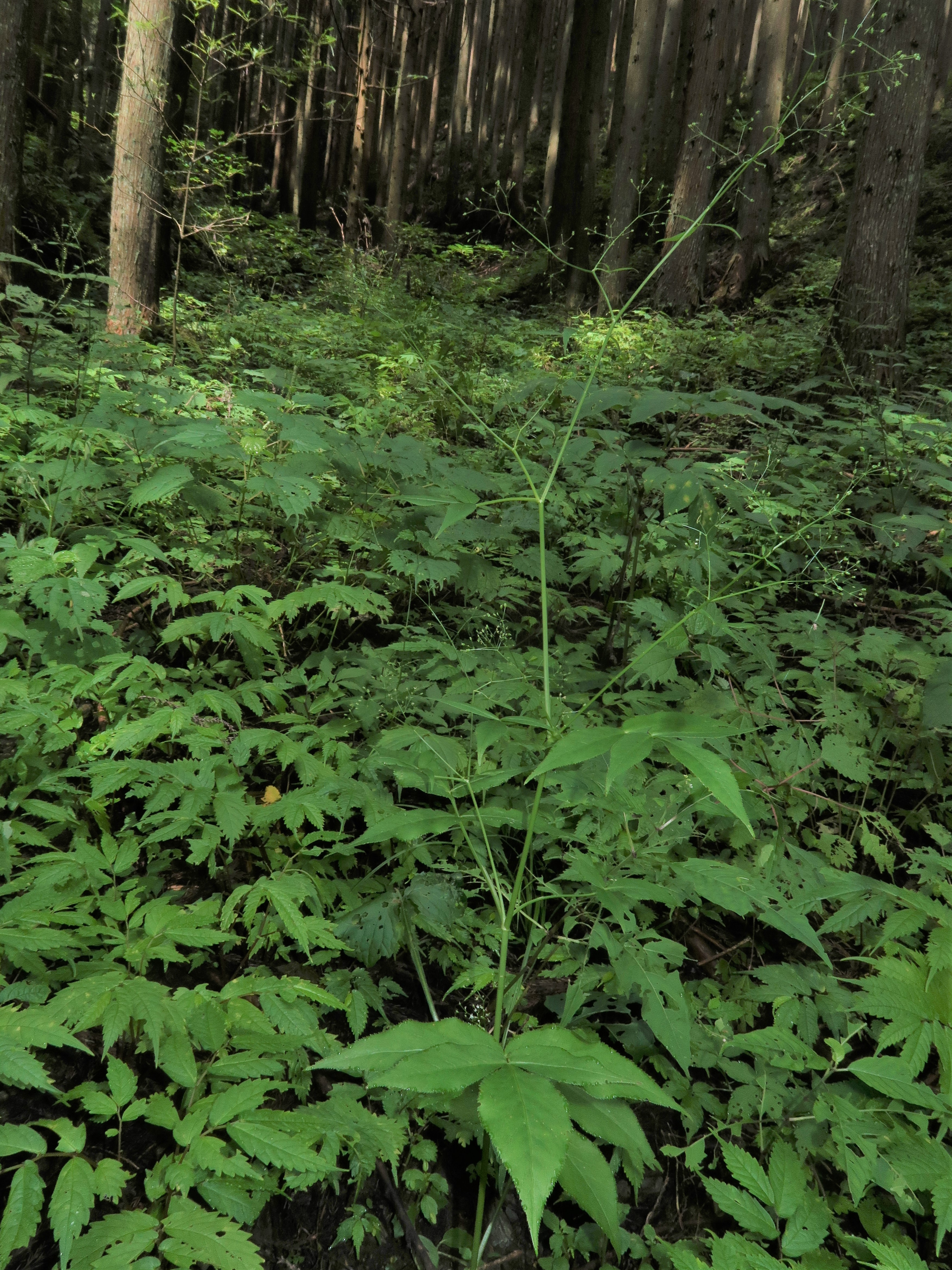
スギの人工林内の沢沿いのやや暗い湿った場所で、周辺にはウワバミソウの群落。
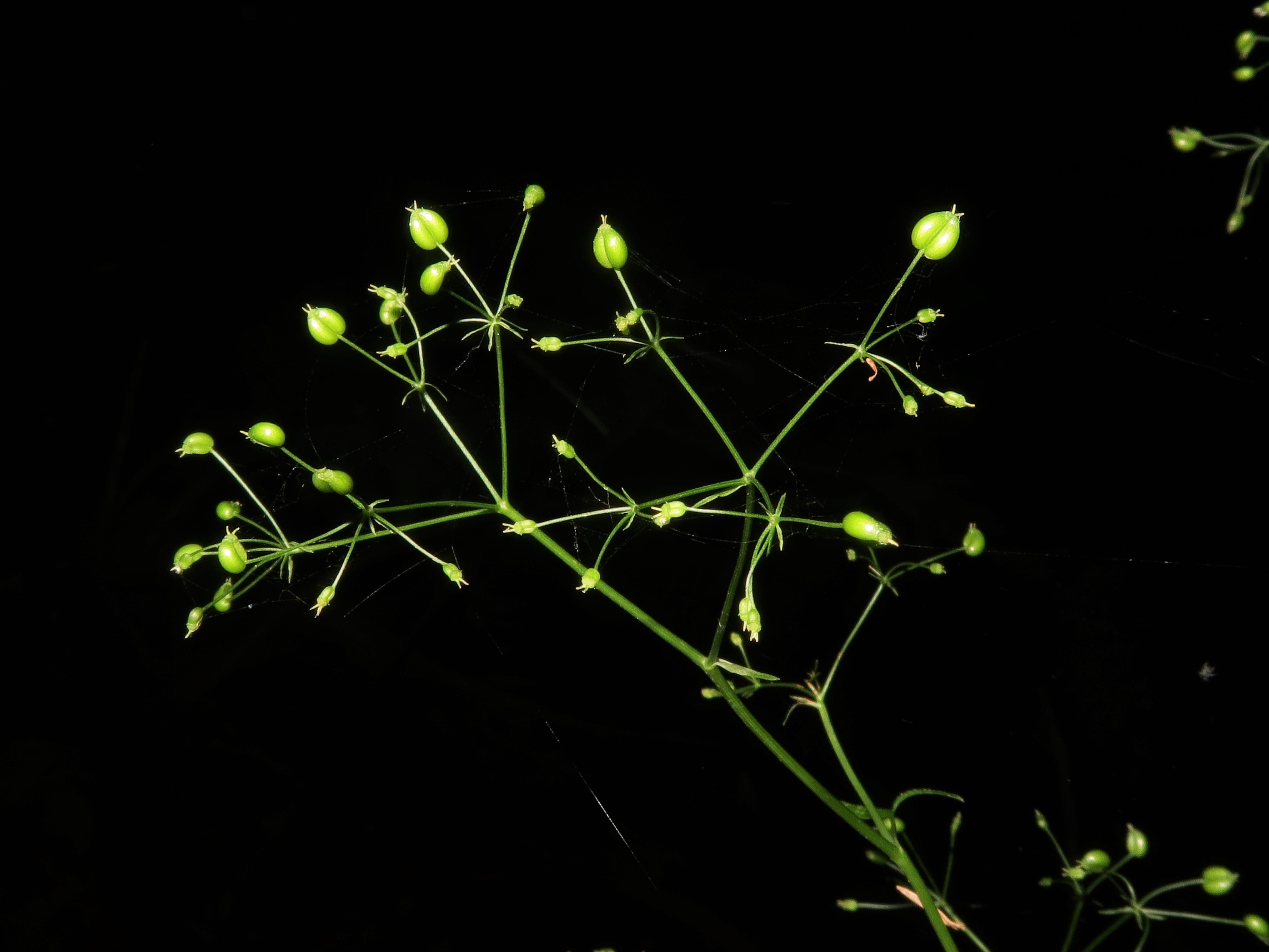
果実。

## 分類
ミツバグサ属 Pimpinella L. に含める意見もあるが、北川政夫 (1941) は、属をミツバグサ属からムカゴニンジン属に移し、学名を Pimpinella serra Franch. et Sav. から Sium serra (Franch. et Sav.) Kitag. に組み替えた。分子系統解析の結果からムカゴニンジン属に含められるという。

## 近縁種
ムカゴニンジン Sium ninsi L. (1753) - タニミツバと同属。茎に稜線があり、よく分枝して高さ30-100cmになる。下部の小葉は3-5個の奇数羽状複葉、上部は3出複葉でタニミツバより小さく細い。葉腋に珠芽ができる。細い枝先に複散形花序をつける。油管は約11個ある。タニミツバは山地の谷間の木陰の水辺にややまれに生育するが、ムカゴニンジンは日当たりの良い湿地などに生育する。